# Cannero Riviera
Cannero Riviera ist eine italienische Gemeinde in der Provinz Verbano-Cusio-Ossola im Piemont und ist Träger der Bandiera Arancione des TCI.

## Lage und Einwohner
Die Gemeinde Cannero Riviera liegt 15 km nordöstlich von der Provinzhauptstadt Verbania umfasst eine Fläche von 14,42 km². Zu Cannero Riviera gehören die Fraktionen Barbè, Cassino, Cheggio, Donego, Oggiogno, Piancassone und Ponte, die zusammen 30.024 Einwohner (Stand 31. Dezember 2023) haben. Der Ort liegt auf dem Schwemmlandkegel des Flüsschens Rio di Cannero. Am nördlichen Lago Maggiore und ganz besonders an seinem östlichen Ufer sind solche Schwemmlandkegel praktisch die einzigen flachen Stellen des ansonsten felsigen Ufers. 
Die Nachbargemeinden sind Aurano, Brezzo di Bedero (VA), Cannobio, Germignaga (VA), Luino (VA), Oggebbio und Trarego Viggiona.

## Geschichte
Trotz der spärlichen mittelalterlichen Dokumentation erscheint der Ortsname als „Canore“ und „Cannare“ im Jahr 985, „Cannero“ im Jahr 1027 und „Cannarum“ im 13. Jahrhundert, zusammengesetzt aus der Stimme „canna“ und der Endung des neutralen Plurals, mit kollektivem Wert „Jetzt“. Der 1947 hinzugefügte Begriff „Riviera“ geht auf das lateinische RIPARIA zurück und wurde mit der Lage der Siedlung am Seeufer begründet. Tatsächlich war es dank des gesunden Klimas seit der Antike ein Ort menschlicher Siedlungen. 
Die drei Inseln oberhalb des historischen Zentrums sind Teil der bewegten lokalen Geschichte. Die sogenannten Malpaga-Burgen, erbaut zwischen dem 12. und 14. Jahrhundert, aus dem die ghibellinische Familie der Mazzarditi die lokale Bevölkerung durch Räuberaktionen erpresste. Im Jahr 1414 wurden die Burgen von Herzog Filippo Maria Visconti zerstört, um diesen Raubzügen ein Ende zu setzen. An ihrer Stelle ließ die Familie Borromeo im 16. Jahrhundert die Festung „Vitaliana“ errichten, um den See vor Schweizer Einfällen zu schützen.
Im 16. Jahrhundert war das Gemeindegebiet Gegenstand von Streitigkeiten zwischen den Familien Sforza und Visconti, bis es 1524 vollständig zerstört wurde.

## Sehenswürdigkeiten
- Pfarrkirche San Giorgio erbaut 1836 bewahrt den Orgel Werk von Felice Bossi aus Turin (1850), restauriert von der Firma Fratelli Marzi aus Pogno.
- Eine andere Sehenswürdigkeit des Ortes ist ein bemalter Stein, dessen Bemalung selbigen wie eine riesige Katze aussehen lässt. Zu finden ist das Kunstwerk unmittelbar an der Seepromenade.
- Auf zwei der drei Cannero Riviera vorgelagerten Inselchen befinden sich Reste einer Burg, die Castelli di Cannero oder Castelli Malpaga. Bei der vom Mailänder Herzog Filippo Maria Visconti veranlassten Befreiung von den hier lebenden räuberischen Gebrüdern Mazzardi wurde das vermutlich aus dem 13. Jahrhundert stammende ursprüngliche Kastell vollständig zerstört. Zwischen 1519 und 1521 ließ Ludovico Borromeo die Rocca Vitaliana errichten, deren Überreste heute zu sehen sind.
- Die 1939 erbaute Lourdes-Höhle, ein Ziel der Volksfrömmigkeit und Ort häufiger religiöser Zeremonien.

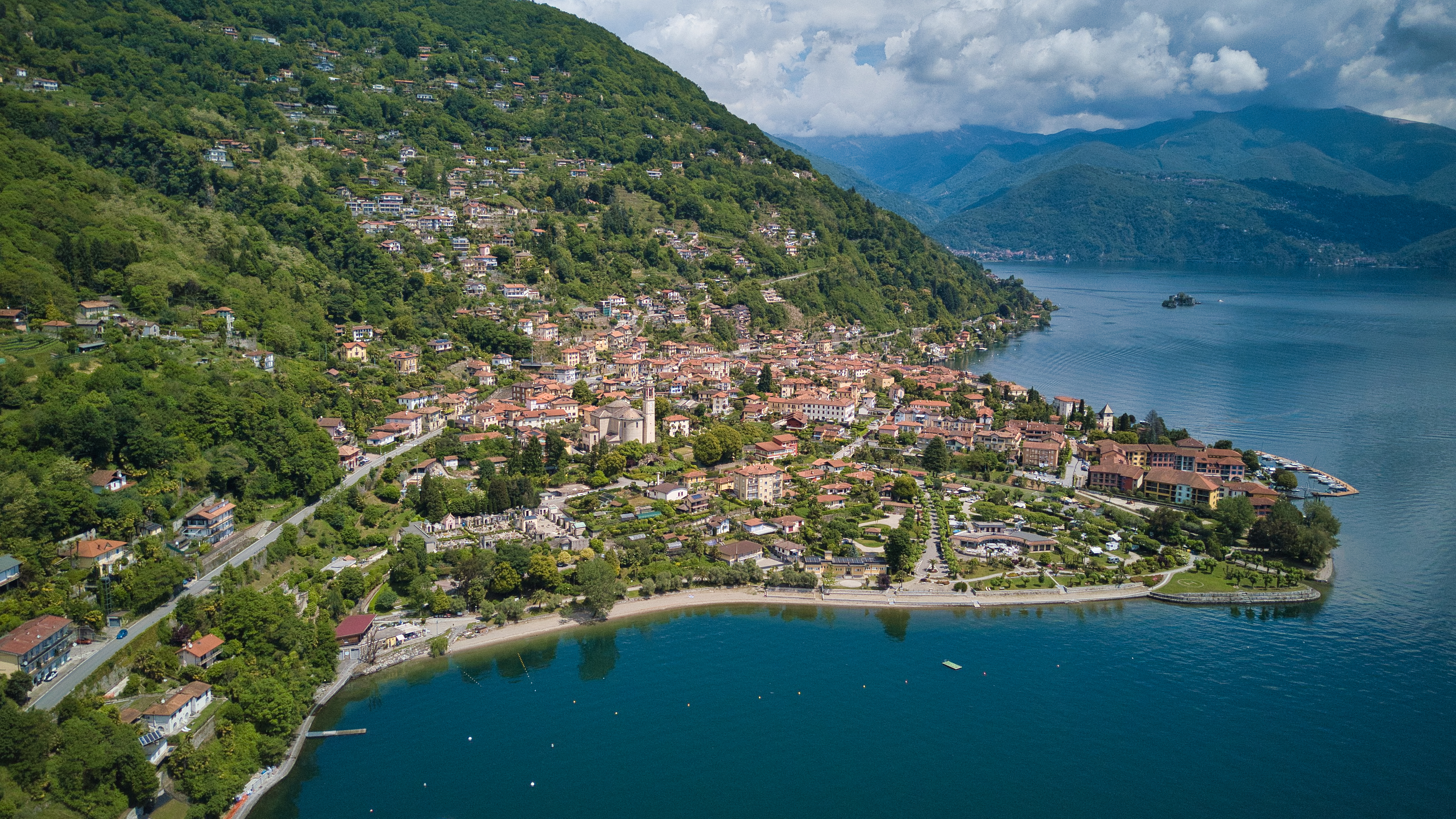
Cannero Riviera am Lago Maggiore, 2025
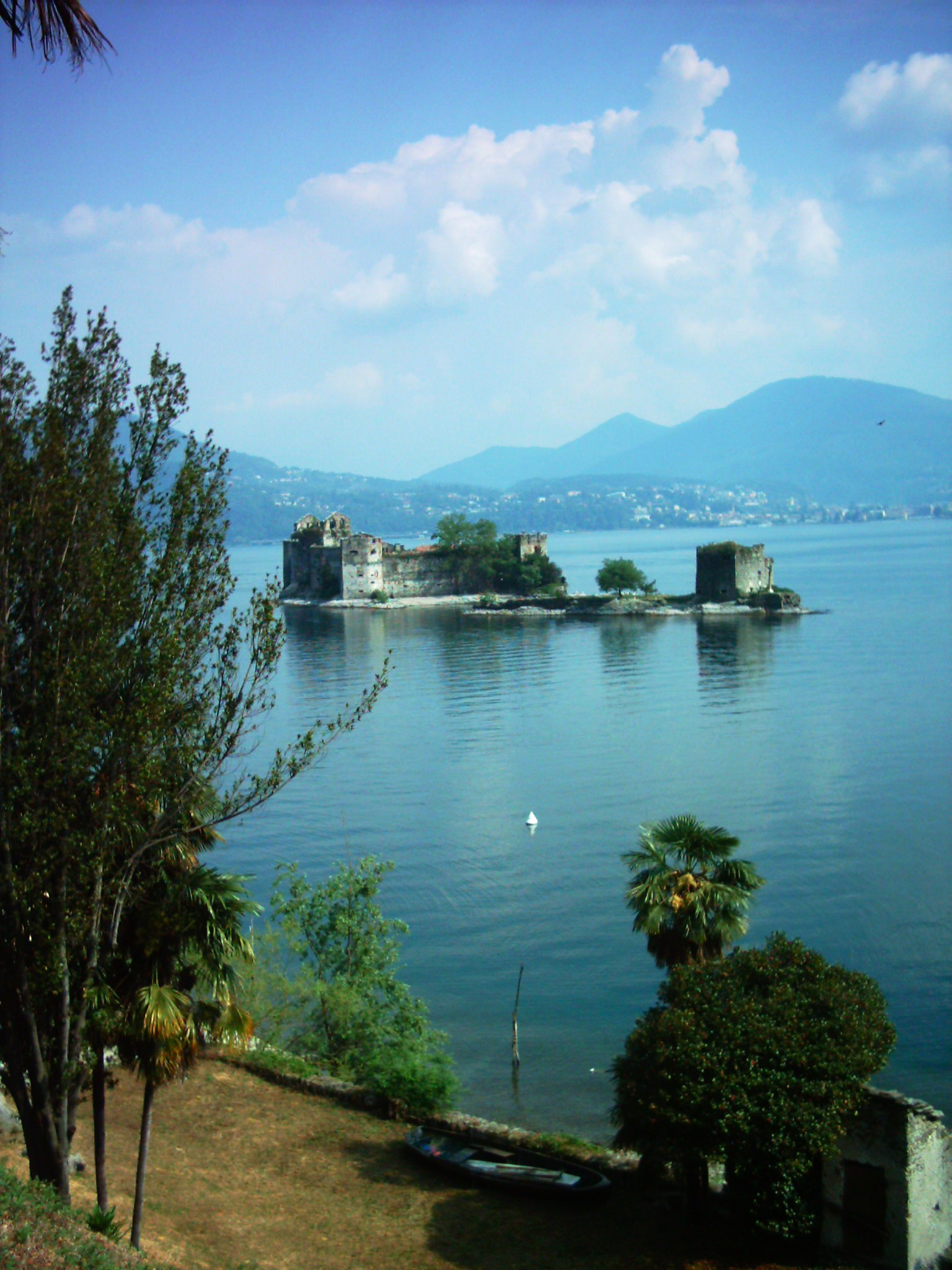
Castelli di Cannero
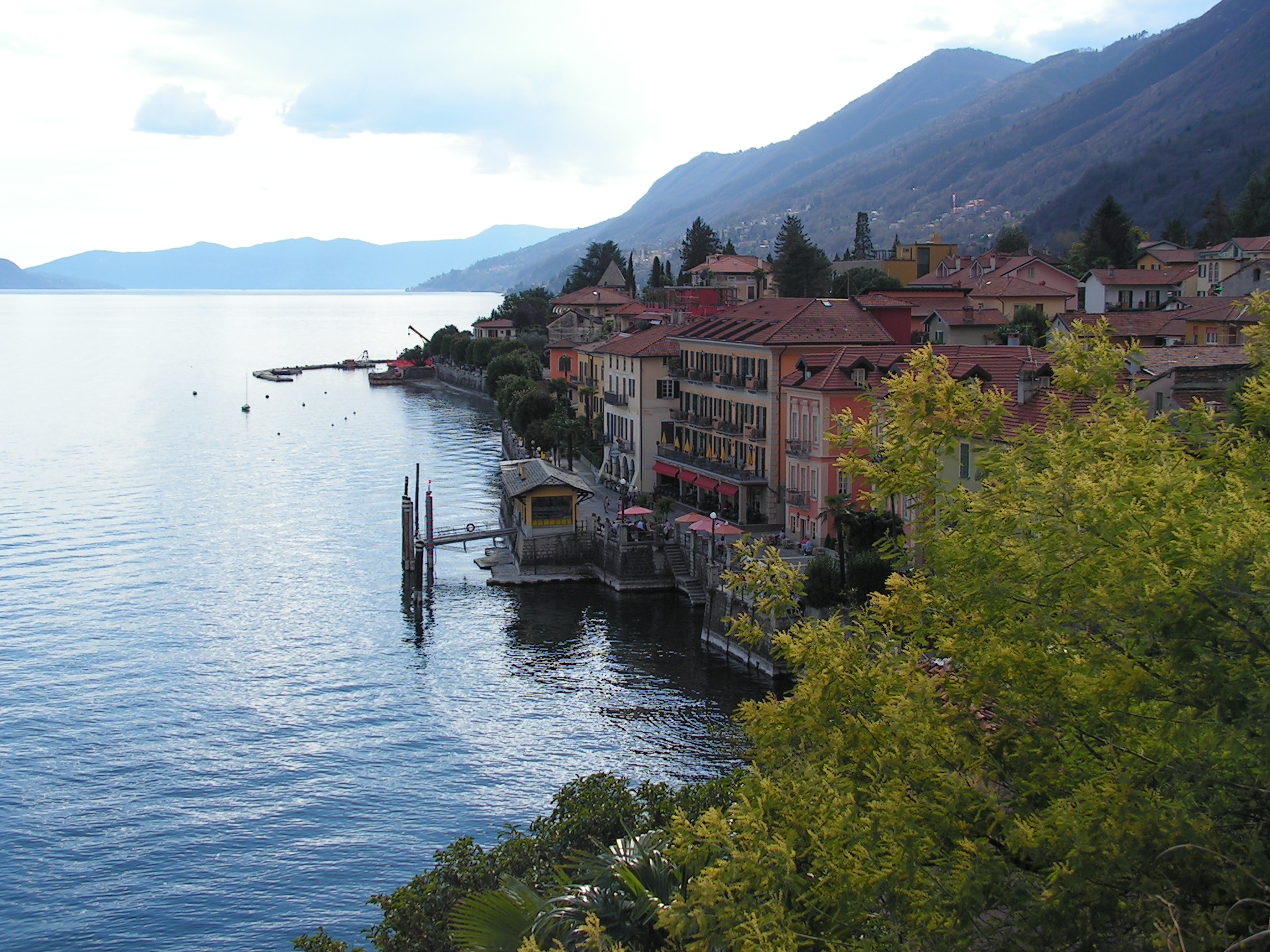
Die Seepromenade
„Katzenstein“ an der Seepromenade
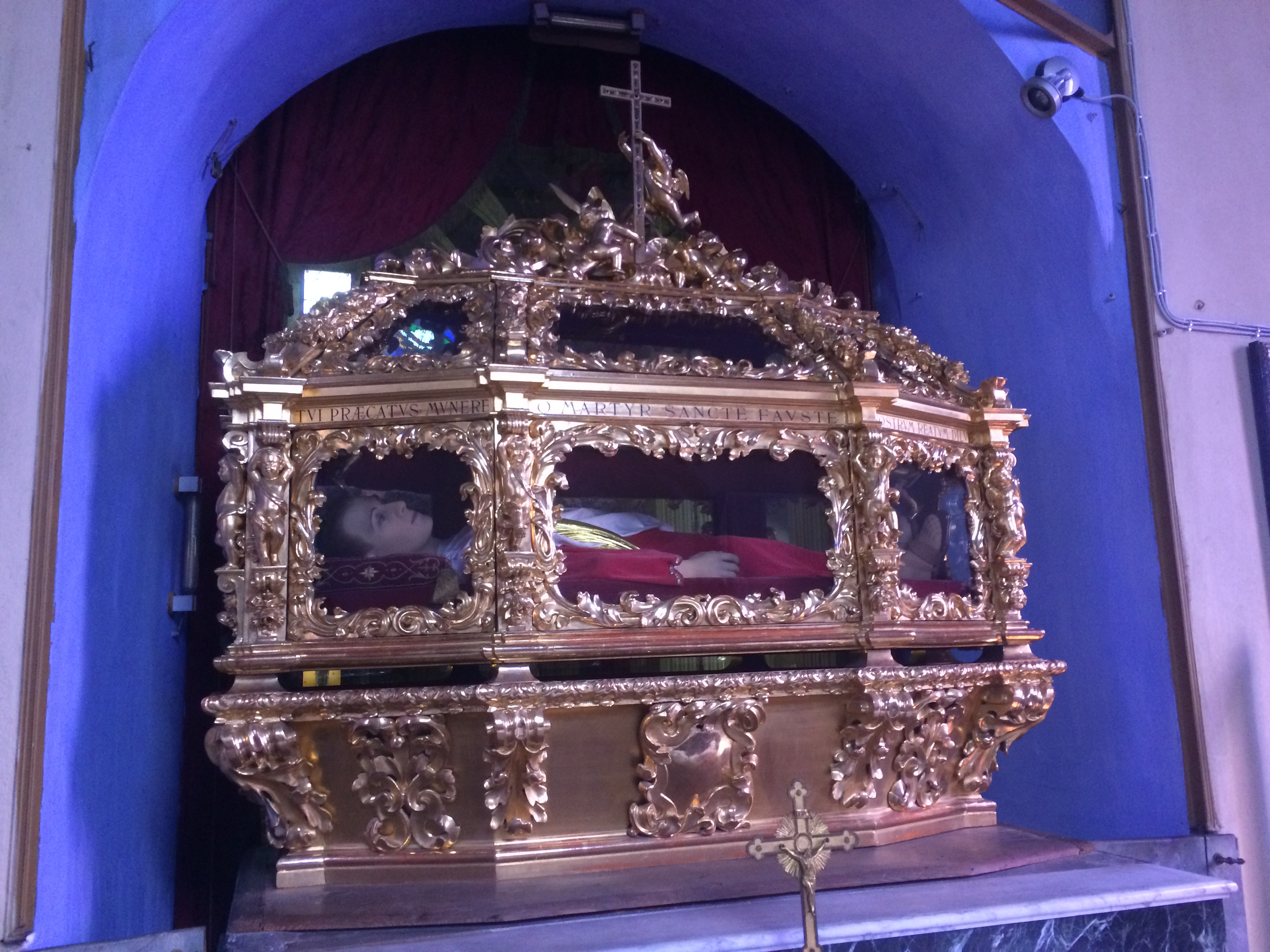
Reliquar des heiligen Faustus
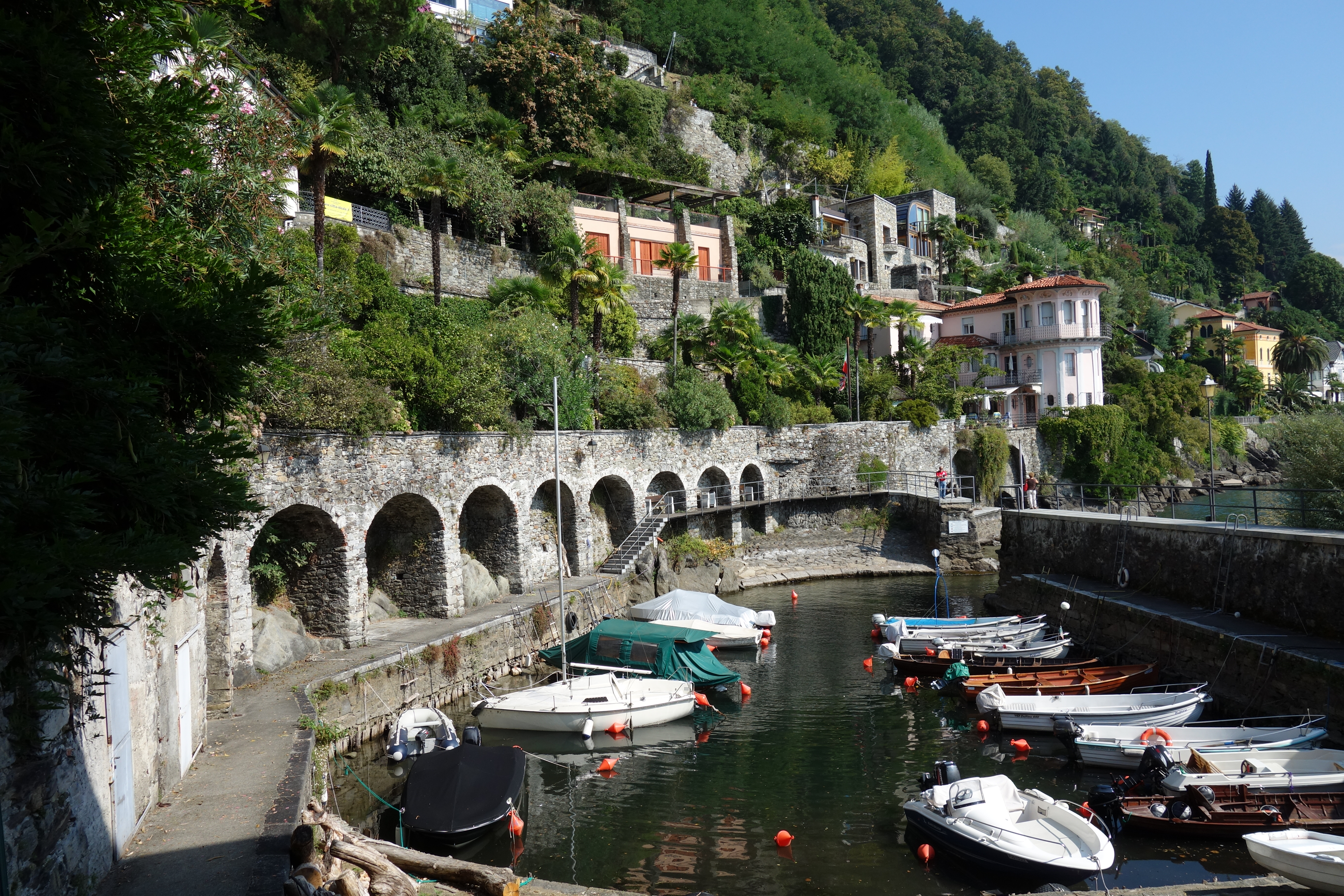
Alter Fischereihafen
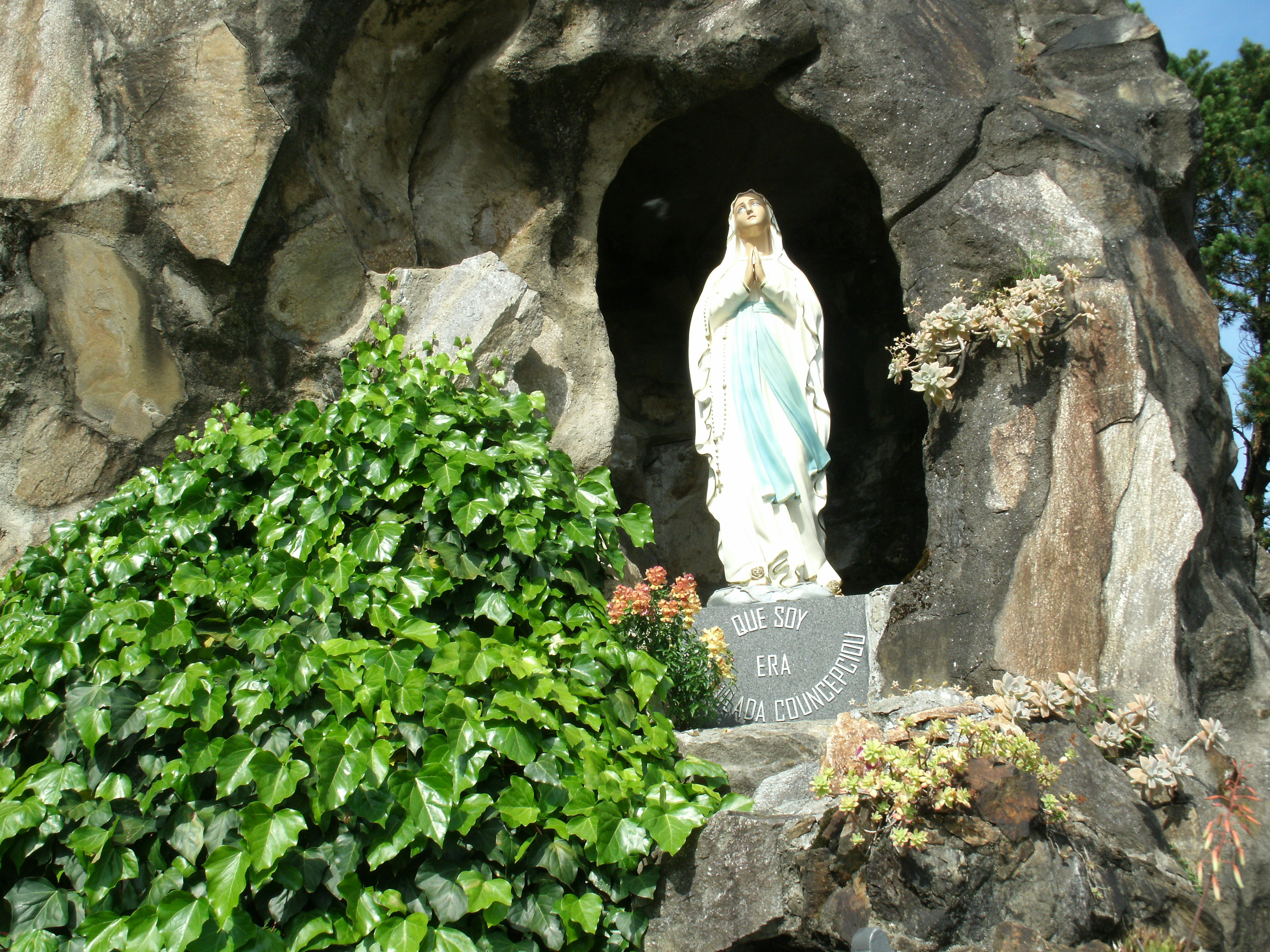
Lourdes-Grotte
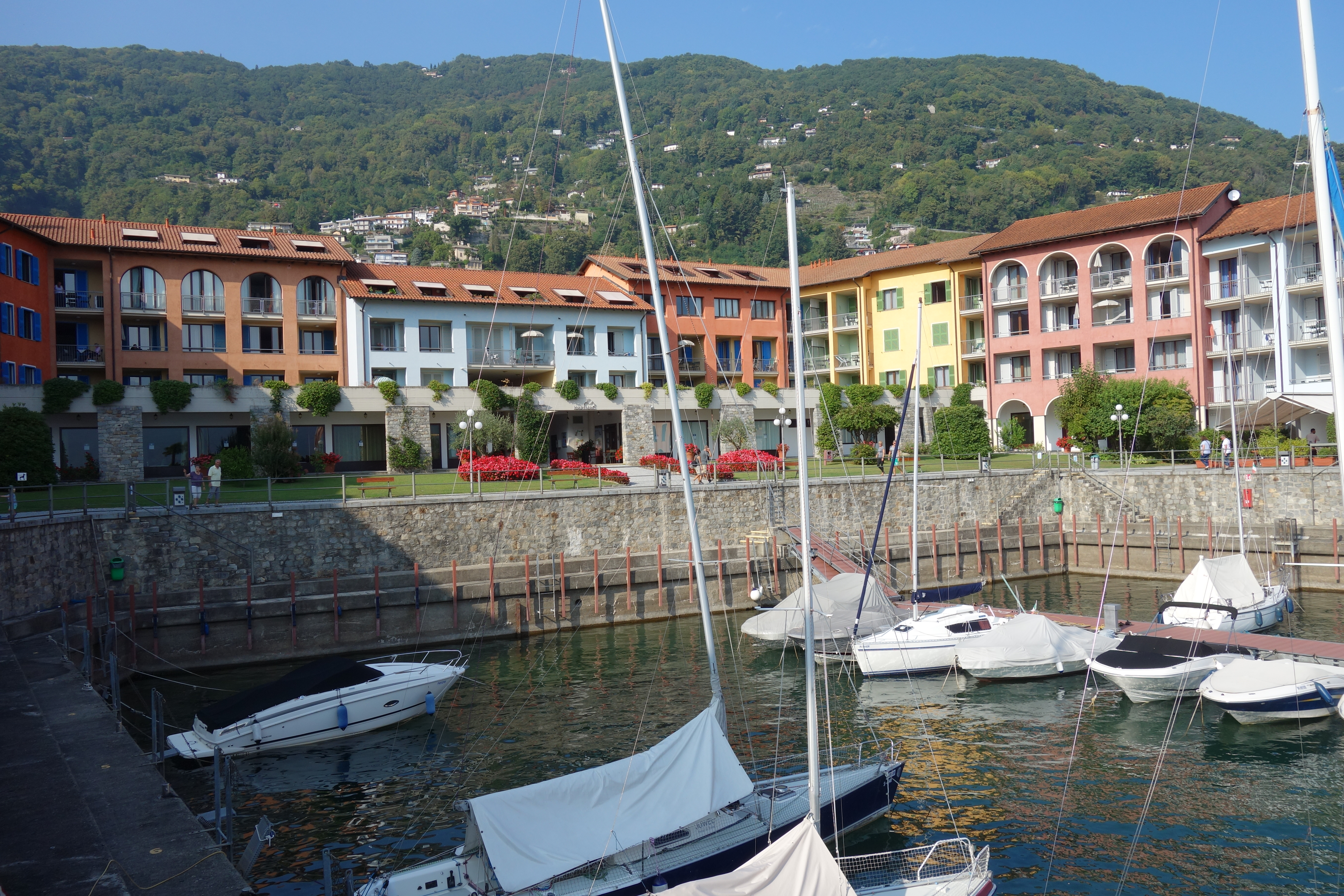
Ferienwohnanlage mit kleinem Yachthafen
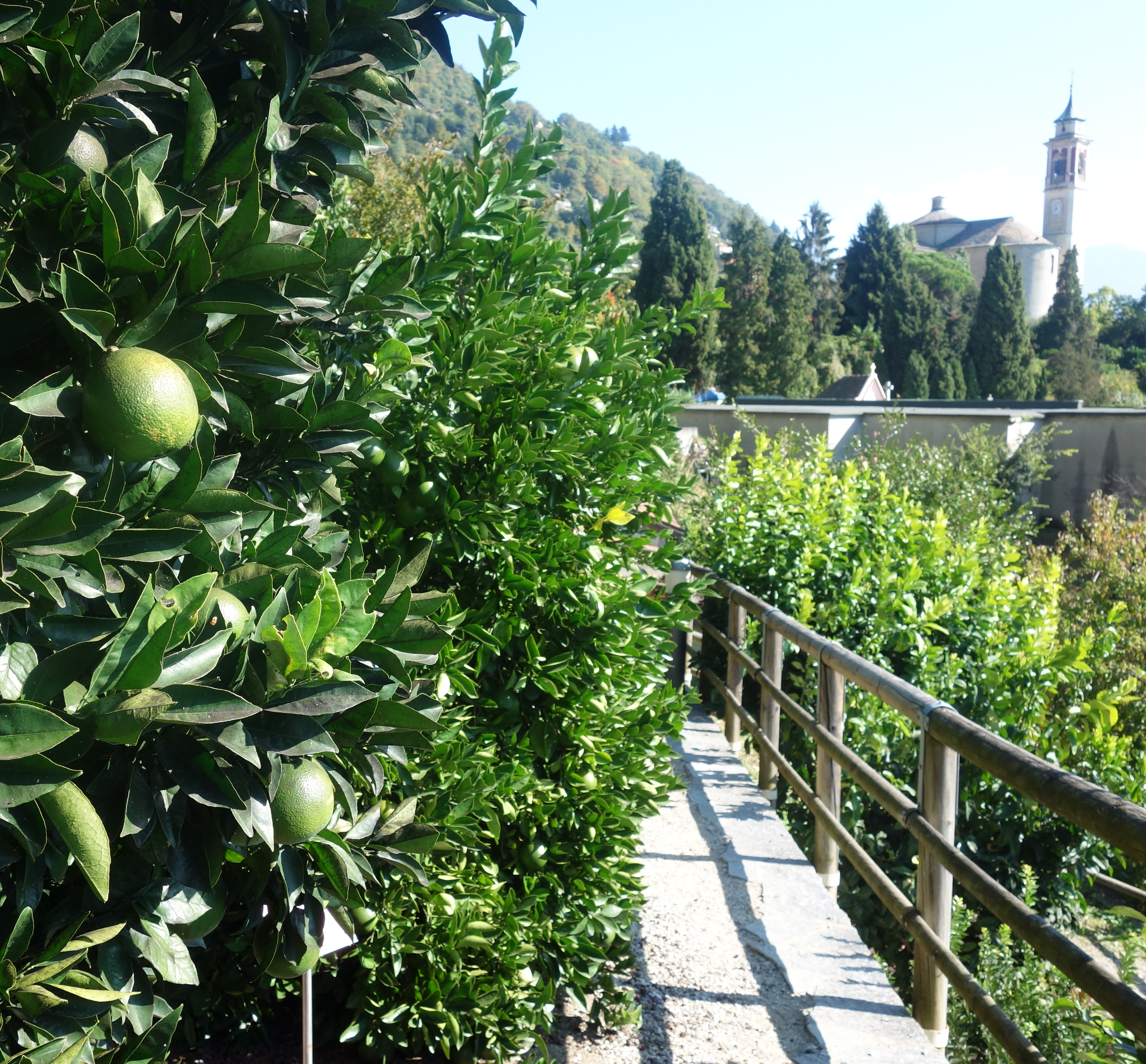
Botanischer Garten

## Veranstaltungen
- Carnevale Ambrosiano dei Magnan
- Agrumi a Cannero Riviera
- Mostra della Camelia
- Lunedì luglio in blues
- Ferragosto Cannerese
- Concerti Corpo Filarmonico

## Persönlichkeiten
- Gabriele da Cannero (* um 1465 in Cannero; † nach 1520 ebenda ?), Bildhauer in Genua[4]